# Стефанович Войцех
Войцех (Альберт) Стефано́вич (нар. ? — пом. близько 1589) — львівський живописець XVI століття.

## Творчість
Авторству художника приписують портрет польського короля Стефана Баторія. Є відомості про картину «На шляху до Еммауса». Можливо автор малюнка для гравюри із зображенням євангеліста Луки у львівському виданні «Апостола» 1574 року.